# Giuseppe Almici

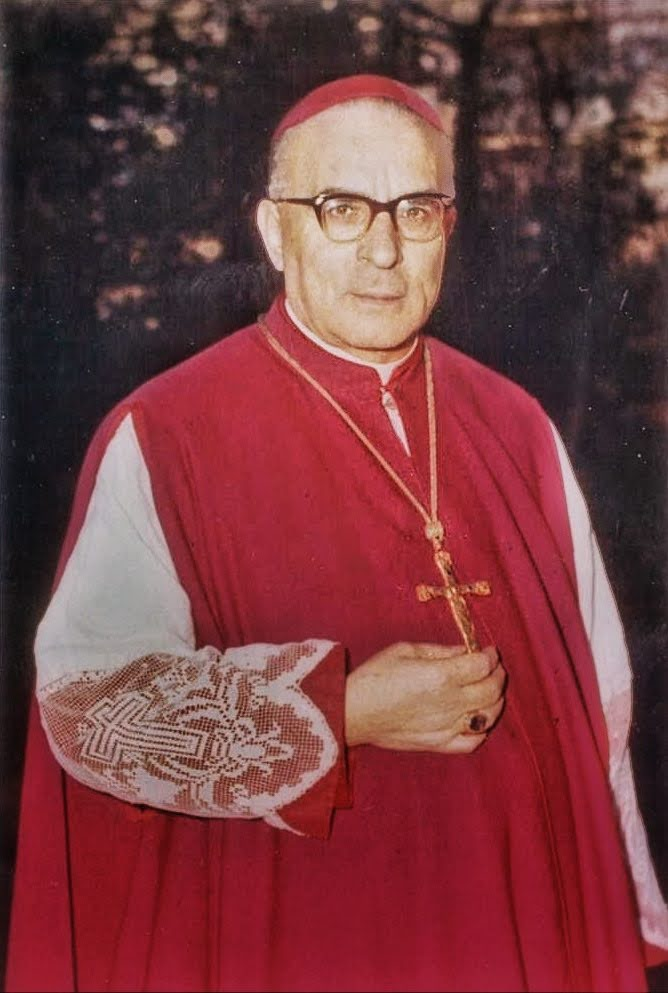
Bischof Giuseppe Almici (1904–1985)

Giuseppe Almici (* 4. Februar 1904 in Zone (Lombardei); † 24. September 1985 in Brescia) war ein italienischer römisch-katholischer  Geistlicher, von 1961 bis 1965 Weihbischof im Bistum Brescia und von 1965 bis 1980 Bischof von Alessandria.

## Leben
Almici wurde am 2. Juni 1928 von Bischof Giacinto Gaggia zum Priester geweiht. Unmittelbar danach erwarb er das Lizenziat und wurde Regens  des Priesterseminars in Botticino Sera. Im Jahr 1935 ernannte ihn Bischof Tredici zum diözesanen Männerseelsorger der Katholischen Aktion. Almici war einer der Förderer der katholischen Untergrundbewegung während des Widerstands im Zweiten Weltkrieg. Die Katholische Aktion blieb auch nach dem Krieg sein bevorzugtes Einsatzgebiet.
Im Juni 1960 wurde er zum infulierten Propst der Pfarrei der Heiligen Nazaro und Celso ernannt. Im April 1961 folgte die Ernennung zum Weihbischof in Brescia und am 28. Mai 1961 empfing er durch Erzbischof Tredici die Bischofsweihe.
Kardinal Giovanni Battista Montini, damals Erzbischof von Mailand, schenkte ihm zu diesem Anlass den Bischofsring. Am 16. Januar 1965 ernannte ihn  Montini, mittlerweile als Paul VI zum Papst gewählt, zum Bischof des Bistums Alessandria, von dem er am 19. März 1965 Besitz ergriff und das er bis zu seiner Emeritierung 1980 leitete.
Seine letzten Lebensjahre verbrachte er im „Pastoralzentrum Paul VI“ in Brescia, wo er am 24. September 1985 verstarb.